# Хелинген
Хелинген (њем. Hellingen) општина је у њемачкој савезној држави Тирингија. Једно је од 43 општинска средишта округа Хилдбургхаузен. Према процјени из 2010. у општини је живјело 1.070 становника. Посједује регионалну шифру (AGS) 16069019.

## Географски и демографски подаци
Хелинген се налази у савезној држави Тирингија у округу Хилдбургхаузен. Општина се налази на надморској висини од 299 метара. Површина општине износи 44,6 km². У самом мјесту је, према процјени из 2010. године, живјело 1.070 становника. Просјечна густина становништва износи 24 становника/km².